# VI. Antiokhosz szeleukida uralkodó
VI. Antiokhosz Epiphanész Dionüszosz (Aντιóχoς Επιφανής Διόνυσος, Kr. e. 148 vagy Kr. e. 147 – Kr. e. 138 ?) ókori hellenisztikus trónkövetelő, a Szeleukida Birodalom uralkodója volt (Kr. e. 145-től haláláig), I. Alexandrosz Balasz és egyiptomi felesége, Kleopátra Thea gyermeke volt. Pénzérméin a Theosz (Isten) melléknév is előfordul.
A gyermek Antiokhosz apja Kr. e. 145-ös bukásakor vele együtt menekült Arábiába a nabateusokhoz, akik Alexandrosszal ellentétben meghagyták fia életét. Rövidesen az egyik főminiszter és hadvezér, Diodotosz Trüphón állt mögé II. Démétriosz Nikatór ellenében, és megszerezte számára a nemrég függetlenedett palesztinai zsidóság vezetőinek, Jonatán és Simon Makkabeusnak a támogatását. Velük rövidesen Szíria nagy részét sikerült elfoglalnia Antiokheiával, a fővárossal egyetemben, mire Démétriosz Mezopotámiába vonult vissza. Hatalmát konszolidálva Diodotosz Kr. e. 142 körül megölte bábját (de lehet, hogy Antiokhosz csak Kr. e. 138 körül halt meg), és magának szerezte meg a trónt.